# Fabio Onidi
Fabio Onidi (Milão, 9 de março de 1988) é um automobilista italiano. 
Disputou em 2012 a GP2 Series. Correu duas provas pela A1 Team Itália.